# リュージュ世界選手権
FIL世界リュージュ選手権（FIL World Luge Championships）は国際リュージュ連盟が主催し五輪開催年を除くほぼ毎年開催されるリュージュの世界最高峰の大会。

## 歴史
1955年、ノルウェーのオスロで第1回大会を開催。1966年は暖気のため中止された。また1959年の2人乗りは同じく中止となっている。1989年の西ドイツ・ヴィンターベルク大会から混合リレーが初めて行われる。日本では2004年に長野市のスパイラルで開催されたことがある。

## 開催地一覧
- 1955年　オスロ（ノルウェー）
- 1956年　中止
- 1957年　ダボス（スイス）
- 1958年　クリニツァ（ポーランド）
- 1959年　ヴィラール＝ド＝ラン（フランス）
- 1960年　ガルミッシュ＝パルテンキルヒェン（西ドイツ）
- 1961年　Girenbad（スイス）
- 1962年　クリニツァ（ポーランド）
- 1963年　イムスト（オーストリア）
- 1965年　ダボス（スイス）
- 1966年　Friedrichroda（西ドイツ、中止）
- 1967年　ハンマルストランド（スウェーデン）
- 1969年　ケーニヒス湖（西ドイツ）
- 1970年　ケーニヒス湖（西ドイツ）
- 1971年　ヴァルダーオラ（イタリア）
- 1973年　オーバーホーフ（東ドイツ）
- 1974年　ケーニヒス湖（西ドイツ）
- 1975年　ハンマルストランド（スウェーデン）
- 1977年　インスブルック（オーストリア）
- 1978年　イムスト（オーストリア）
- 1979年　ケーニヒス湖（西ドイツ）
- 1981年　ハンマルストランド（スウェーデン）
- 1983年　レークプラシッド（アメリカ合衆国）
- 1985年　オーバーホーフ（東ドイツ）
- 1987年　インスブルック（オーストリア）
- 1989年　ヴィンターベルク（西ドイツ）
- 1990年　カルガリー（カナダ）
- 1991年　ヴィンターベルク（西ドイツ）
- 1992年　カルガリー（カナダ）
- 1995年　リレハンメル（ノルウェー）
- 1996年　Altenberg（ドイツ）
- 1997年　インスブルック（オーストリア）
- 1999年　ケーニヒス湖（ドイツ）
- 2000年　サンモリッツ（スイス）
- 2001年　カルガリー（カナダ）
- 2003年　スィグルダ（ラトビア）
- 2004年　長野（日本）
- 2005年　パークシティ（アメリカ合衆国）
- 2007年　インスブルック（オーストリア）
- 2008年　オーバーホーフ（ドイツ）
- 2009年　レークプラシッド（アメリカ合衆国）
- 2011年　チェザーナ・トリネーゼ（イタリア）
- 2012年　アルテンブルク（ドイツ）
- 2013年　ウィスラー（カナダ）
- 2015年　スィグルダ（ラトビア）
- 2016年　ケーニヒス湖（ドイツ）
- 2017年　インスブルック（オーストリア）
- 2019年　ウインターベルク（ドイツ）
- 2020年　ソチ（ロシア）
- 2021年　ケーニヒス湖（ドイツ）
- 2023年　オーバーホーフ（ドイツ）
- 2024年　アルテンブルク（ドイツ）
- 2025年　ウィスラー（カナダ）
- 2027年　インスブルック（オーストリア）
- 2028年　ケーニヒス湖（ドイツ）

## 優勝者

### 男子一人乗り
- 1955年　 アントン・サルベセン
- 1957年　 Hans Schaller
- 1958年　 Jerzy Wojnar
- 1959年　 Herbert Thaler
- 1960年　 Helmut Berndt
- 1961年　 Jerzy Wojnar
- 1962年　 トーマス・ケラー
- 1963年　 Fritz Nachmann
- 1965年　 Hans Plenk
- 1967年　 トーマス・ケラー
- 1969年　 Josef Feistmantl
- 1970年　 Josef Fendt
- 1971年　 Karl Brunner
- 1973年　 Hans Rinn
- 1974年　 Josef Fendt
- 1975年　 Wolfram Fiedler
- 1977年　 Hans Rinn
- 1978年　 パウル・ヒルドガートナー
- 1979年　 Detlef Günther
- 1981年　 Sergey Danilin
- 1983年　 Miroslav Zajonc
- 1985年　 Michael Walter
- 1987年　 マルクス・プロック
- 1989年　 ゲオルク・ハックル
- 1990年　 ゲオルク・ハックル
- 1991年　 Arnold Huber
- 1993年　 Wendel Suckow
- 1995年　 アルミン・ツェゲラー
- 1996年　 マルクス・プロック
- 1997年　 ゲオルク・ハックル
- 1999年　 アルミン・ツェゲラー
- 2000年　 イェンス・ミューラー
- 2001年　 アルミン・ツェゲラー
- 2003年　 アルミン・ツェゲラー
- 2004年　 ダビット・メラー
- 2005年　 アルミン・ツェゲラー
- 2007年　 ダビット・メラー
- 2008年　 フェリックス・ロッホ
- 2009年　 フェリックス・ロッホ
- 2011年　 アルミン・ツェゲラー
- 2012年　 フェリックス・ロッホ
- 2013年　 フェリックス・ロッホ

### 女子一人乗り
- 1955年　 Karla Kienzl
- 1957年　 Maria Isser
- 1958年　 Maria Semczyszak
- 1959年　 Elly Lieber
- 1960年　 Maria Isser
- 1961年　 Elisabeth Nagele
- 1962年　 Ilse Geisler
- 1963年　 Ilse Geisler
- 1965年　 Ortrun Enderlein
- 1967年　 Ortrun Enderlein
- 1969年　 Petra Tierlich
- 1970年　 Barbara Piecha
- 1971年　 Elisabeth Demleitner
- 1973年　 Margit Schumann
- 1974年　 Margit Schumann
- 1975年　 Margit Schumann
- 1977年　 Margit Schumann
- 1978年　 Vera Zozula
- 1979年　 Melitta Sollmann
- 1981年　 Melitta Sollmann
- 1983年　 Steffi Martin
- 1985年　 Steffi Martin
- 1987年　 Cerstin Schmidt
- 1989年　 Susi Erdmann
- 1990年　 Gabriele Kohlisch
- 1991年　 Susi Erdmann
- 1993年　 Gerda Weissensteiner
- 1995年　 Gabriele Kohlisch
- 1996年　 Jana Bode
- 1997年　 Susi Erdmann
- 1999年　 Sonja Wiedemann
- 2000年　 ジルケ・オットー
- 2001年　 ジルケ・オットー
- 2003年　 ジルケ・オットー
- 2004年　 Silke Kraushaar
- 2005年　 ジルケ・オットー
- 2007年　 タチアナ・ヒュフナー
- 2008年　 タチアナ・ヒュフナー
- 2009年　 Erin Hamlin
- 2011年　 タチアナ・ヒュフナー
- 2012年　 タチアナ・ヒュフナー
- 2013年　 Natalie Geisenberger

### 二人乗り
- 1955年　 Hans Krausner＆Josef Thaler
- 1957年　 Fritz Nachmann＆Josef Strillinger
- 1958年　 Fritz Nachmann＆Josef Strillinger
- 1960年　 Reinhold Frosch＆Ewald Walch
- 1961年　 Roman Pichler＆Enrico Prinot
- 1962年　 Giovanni Graber＆Gianpaolo Ambrosi
- 1963年　 Ryszard Pędrak-Janowicz＆Lucjan Kudzia
- 1965年　 Wolfgang Scheidel＆トーマス・ケラー
- 1967年　 Klaus Bonsack＆トーマス・ケラー
- 1969年　 Manfred Schmid＆Ewald Walch
- 1970年　 Manfred Schmid＆Ewald Walch
- 1971年　 パウル・ヒルドガートナー＆Walter Plaikner
- 1973年　 Horst Hömlein＆Reinhard Bredlow
- 1974年　 Bernd Hahn＆Ulrich Hahn
- 1975年　 Hans Rinn＆Norbert Hahn
- 1977年　 Hans Rinn＆Norbert Hahn
- 1978年　 Dainis Bremse＆Algars Kirkis
- 1979年　 Hans Brandner＆Balthasar Schwarm
- 1981年　 Bernd Hahn＆Ulrich Hahn
- 1983年　 Jörg Hoffmann＆Jochen Pietzsch
- 1985年　 Jörg Hoffmann＆Jochen Pietzsch
- 1987年　 Jörg Hoffmann＆Jochen Pietzsch
- 1989年　 Stefan Krausse＆Jan Behrendt
- 1990年　 Hansjörg Raffl＆Norbert Huber
- 1991年　 Stefan Krausse＆Jan Behrendt
- 1993年　 Stefan Krausse＆Jan Behrendt
- 1995年　 Stefan Krausse＆Jan Behrendt
- 1996年　 Tobias Schiegl＆Markus Schiegl
- 1997年　 Tobias Schiegl＆Markus Schiegl
- 1999年　 Patric Leitner＆Alexander Resch
- 2000年　 Patric Leitner＆Alexander Resch
- 2001年　 André Florschütz＆Torsten Wustlich
- 2003年　 Andreas Linger＆Wolfgang Linger
- 2004年　 Patric Leitner＆Alexander Resch
- 2005年　 André Florschütz＆Torsten Wustlich
- 2007年　 Patric Leitner＆Alexander Resch
- 2008年　 André Florschütz＆Torsten Wustlich
- 2009年　 Gerhard Plankensteiner＆Oswald Haselrieder
- 2011年　 Andreas Linger＆Wolfgang Linger
- 2012年　 Andreas Linger＆Wolfgang Linger
- 2013年　 Tobias Wendl＆Tobias Arlt

### 混合チームリレー
- 1989年　 Hansjörg Raffl、Gerhard Plankensteiner、Gerda Weissensteiner、Veronika Oberhuber、Norbert Huber
- 1990年　 イェンス・ミューラー、Thomas Jacob、Gabriele Kohlisch、Susi Erdmann、Jörg Hoffmann、Jochen Pietzsch
- 1991年　 ゲオルク・ハックル、イェンス・ミューラー、Susi Erdmann、Gabriele Kohlisch、Stefan Krausse、Jan Behrendt
- 1993年　 ゲオルク・ハックル、René Friedl、Gabriele Kohlisch、Susi Erdmann、Stefan Krausse、Jan Behrendt
- 1995年　 ゲオルク・ハックル、イェンス・ミューラー、Gabriele Kohlisch、Susi Erdmann、Stefan Krausse、Jan Behrendt
- 1996年　 マルクス・プロック、マルクス・シュミット、Angelika Neuner、Andrea Tagwerker、Tobias Schiegl、Markus Schiegl
- 1997年　 マルクス・プロック、Gerhard Gleirscher、Andrea Tagwerker、Angelika Neuner、Tobias Schiegl、Markus Schiegl
- 1999年　 マルクス・プロック、Andrea Tagwerker、Tobias Schiegl、Markus Schiegl
- 2000年　 ゲオルク・ハックル、Silke Kraushaar、Steffen Skel、Steffen Wöller
- 2001年　 ゲオルク・ハックル、Silke Kraushaar、Patric Leitner、Alexander Resch
- 2003年　 ゲオルク・ハックル、ジルケ・オットー、Patric Leitner、Alexander Resch
- 2004年　 ダビット・メラー、Barbara Niedernhuber、Patric Leitner、Alexander Resch]
- 2005年　 ゲオルク・ハックル、ジルケ・オットー、André Florschütz、Torsten Wustlich
- 2007年　 ダビット・メラー、Silke Kraushaar-Pielach、Patric Leitner、Alexander Resch
- 2008年　 フェリックス・ロッホ、タチアナ・ヒュフナー、André Florschütz、Torsten Wustlich
- 2009年　 フェリックス・ロッホ、Natalie Geisenberger、André Florschütz、Torsten Wustlich
- 2011年　中止
- 2012年　 タチアナ・ヒュフナー、フェリックス・ロッホ、Toni Eggert、Sascha Benecken
- 2013年　 Natalie Geisenberger、フェリックス・ロッホ、Tobias Wendl、Tobias Arlt